# Албурі-Лам
Албурі-Лам — гірська вершина в Казбеківському районі Дагестану на кордоні з Чеченської республікою. Висота над рівнем моря — 2177,0 метра, найближчі населені пункти: Алмак, Буртунай, Калінінаул і неіснуючі нині аули Албурі-Отар і Ханійе дук на схід від Албурі-Лам розташована гірська вершина Цанта висота якого становитиме 2294 метра таким чином Албурі-Лам по висоті бути другий гірською вершиною Хребта Цанта.